# Degradado

Ejemplo de un degradado lineal de azul a rojo. A lo largo de la línea blanca, el porcentaje de azul va variando del 100% al 0%, de forma inversamente proporcional al porcentaje de rojo.

En diseño gráfico, un degradado  es un rango de colores ordenados linealmente con la intención de dar visualmente una transición suave y progresiva entre dos o más colores. La mayoría de programas informáticos de retoque fotográfico permiten realizar de forma sencilla degradados con los que rellenar formas y contornos.
En el software informático, los degradados se constituyen mediante una progresión de colores que operan en el espacio de color (RGB o CMYK habitualmente) desde el primero hasta el segundo, en los que se va reduciendo progresivamente el porcentaje del primer color y se va aumentando proporcionalmente en la misma medida el porcentaje del segundo color. 
También es posible generar degradados en el canal alfa, lo que permiten una transición de un color sólido cualquiera a una transparencia.

## Degradado axial
Un degradado de color axial (también conocido como degradado lineal) viene definido por dos puntos y un color en cada punto. El rango de colores a lo largo de la recta imaginaria que pasa por esos puntos se calcula usando interpolación lineal, extendiéndose por la línea. 
En los programas informáticos de imagen digital, los colores se interpolan típicamente en un espacio de color RGB, a menudo usando compresión gamma. 
Los navegadores de internet modernos, así como las tecnologías CSS y SVG, permiten generar en una página web degradados lineales automáticamente sin necesidad de recurrir a un software fotográfico.

## Degradado radial
Un degradado radial viene definido como un [círculo], que comienza con un color en el borde y va transformándose progresivamente en un segundo color hasta el centro. 
Los colores intermedios son calculados mediante interpolación lineal basándose en la distancia de dicho color al centro del círculo.
Las tecnologías web CSS y SVG más recientes también permiten generar automáticamente degradados radiales sin necesidad de utilizar programas de retoque fotográfico externos.